# Nolito
Manuel Agudo Durán, plus connu sous le nom de Nolito, né le 15 octobre 1986 à Sanlúcar de Barrameda (Andalousie, Espagne), est un footballeur international espagnol qui évolue au poste d'attaquant polyvalent ou de milieu offensif.

## Biographie

### Jeunesse
Nolito commence à jouer au football avec les alevins de l'UD Algaida de Sanlúcar. Puis il rejoint l'Atlético Sanluqueño, club entraîné par Manolo Moscosio où Nolito coïncide avec un joueur comme José Manuel Jurado. Nolito joue ensuite avec Mestalla (la deuxième équipe de Valence CF) et Écija Balompié.

### Carrière

#### FC Barcelone (2008-2011)
En juillet 2008, Nolito est recruté par le FC Barcelone pour jouer avec l'équipe réserve entraînée par Luis Enrique. En octobre de cette année, il est convoqué pour la première fois par Pep Guardiola pour jouer un match avec la première équipe (match de Coupe du Roi face à Benidorm). Le 3 octobre 2010, Nolito débute enfin avec la première équipe du FC Barcelone en entrant sur le terrain à la place de Pedro. Le 10 novembre, il inscrit son premier but face à Ceuta en Coupe du Roi.

#### Benfica Lisbonne (2011-2013)
En mai 2011, Nolito, en fin de contrat, annonce qu'il quitte le Barça pour rejoindre le Benfica Lisbonne. Le 27 juillet 2011, lors de son premier match avec Benfica, Nolito marque son premier but avec son nouveau club, en qualification pour la Ligue des champions contre le club turc Trabzonspor. Il marque à nouveau au match retour pour son deuxième match.

#### Prêt à Grenade (2013)
Le 30 janvier 2013, Nolito est prêté jusqu'à la fin de la saison à Grenade. Le 28 avril 2013, il inscrit son premier but avec Grenade, contre l'Espanyol de Barcelone.

#### Celta de Vigo (2013-2016)
Le 1er juillet 2013, Nolito signe un contrat de quatre ans avec le Celta de Vigo où il retrouve Luis Enrique, son ancien entraîneur au FC Barcelone B. Sa première saison est réussie, avec 14 buts en 33 matches.
Lors de la saison 2014-2015, Nolito s'impose comme un buteur régulier mais se démarque également dans le collectif de l'équipe. Après un excellent début de saison avec le Celta, Nolito est convoqué par Vicente del Bosque pour jouer avec l'équipe d'Espagne en novembre 2014,. Le 18 novembre, Nolito est titularisé lors du match amical face à l'Allemagne à Vigo. L'espagnol finit la saison avec 13 buts pour autant de passes décisives, ayant créé 96 occasions de buts.
Durant l'été 2015, des rumeurs de transferts l'envoient à Barcelone, en remplacement de Pedro. Lors des cinq premières journées de championnat, il marque à cinq reprises. Le 23 septembre, Nolito marque d'une magnifique frappe enroulée pleine lucarne et donne deux passes décisives contre le FC Barcelone, son ancien club, durant une victoire surprise du Celta 4-1,. Le 24 octobre 2015, il inscrit le plus beau but de la neuvième journée de championnat contre le Real Madrid.
Membre d'une liste provisoire de 25 joueurs espagnols sélectionnés pour disputer l'Euro 2016, il fait partie de la liste définitive de 23 joueurs annoncée le 31 mai.
Le 29 mai, Nolito inscrit un doublé en sept minutes en match de préparation pour l'Euro face à la Bosnie-Herzegovine puis récidive en juin face à la Corée du Sud.
Durant l'Euro, Nolito trouve le chemin des filets contre la Turquie en phase de poules (3-0). Néanmoins, l'Espagne s'arrêtera en huitièmes de finale face à la revancharde Italie qui avait perdue la finale en 2012 et prive ainsi les espagnols de réaliser un triplé en coupe d'Europe.

#### Manchester City (2016-2017)
Le 1er juillet 2016, il s'engage pour quatre ans avec Manchester City.
Durant la seconde journée de championnat, Nolito s'offre un doublé contre Stoke City. Mi-septembre, durant le premier match d'éliminatoires pour la Coupe du monde 2018, il réalise un triplé de passes décisives et contribue à une écrasante victoire de la Roja face au Liechtenstein (8-0). Le 17 septembre, l'ailier écope du premier carton rouge de sa carrière lors d'une victoire à domicile contre Bournemouth.

#### Séville FC (2017-2020)
Le 16 juillet 2017, Nolito s'engage en faveur du Séville FC pour trois ans.

#### Retour au Celta (2020-2022)
Le 18 juin 2020, Nolito retourne au Celta de Vigo pour une saison et demie, trois ans après son départ. Le transfert est rendu possible à titre exceptionnel en raison de la blessure du gardien Sergio Álvarez alors que le contrat du joueur à Séville n'avait pas encore expiré. Il échoit du numéro trois, inusité depuis le départ en prêt de David Costas.
Nolito retrouve le maillot du Celta le 21 juin 2020 en entrant en jeu contre le Deportivo Alavés. Il convertit un penalty avant de délivrer une passe décisive à Santi Mina qui conclut une large victoire 6-0, une première pour le club en Liga depuis 1954.

### Retraite
Sans club depuis la fin de son contrat à Ibiza cet été, il prend sa retraite en septembre 2023.

## Style de jeu
Nolito est un joueur doué techniquement. Polyvalent sur le front de l'attaque, il peut évoluer attaquant de pointe mais affectionne le poste d’ailier gauche. Créatif, il est un élément libre sur le terrain et sa technique lui permet de construire les offensives de son équipe. L'Espagnol use de ses nombreux dribbles pour s'immiscer dans la défense adverse, ce qui en fait un joueur craint dans la surface de réparation.
Possédant une bonne vision du jeu et un véritable sens du collectif, Nolito sert souvent ses coéquipiers avec ses passes précises. Sa vitesse de course est un atout qu'il combine avec sa capacité à analyser de nombreuses situations de jeux. Cependant, son manque d'implication dans la perte de balle et son faible apport en défense lui est reprochable.

## Statistiques
| Saison                | Club                  | Championnat           | Championnat | Championnat | Championnat | Coupe nationale | Coupe nationale | Coupe nationale | Coupe de la Ligue | Coupe de la Ligue | Coupe de la Ligue | Compétition(s) continentale(s) | Compétition(s) continentale(s) | Compétition(s) continentale(s) | Compétition(s) continentale(s) | Barrages | Barrages | Barrages | Espagne | Espagne | Espagne | Total | Total | Total |
| Saison                | Club                  | Division              | M.          | B.          | P.d.        | M.              | B.              | P.d.            | M.                | B.                | P.d.              | Comp.                          | M.                             | B.                             | P.d.                           | M.       | B.       | P.d.     | M.      | B.      | P.d.    | M.    | B.    | P.d.  |
| 2006-2007             | Écija Balompié        | D3                    | 31          | 2           | -           | 5               | 3               | -               | -                 | -                 | -                 | -                              | -                              | -                              | -                              | -        | -        | -        | -       | -       | -       | 36    | 5     | 0     |
| 2007-2008             | Écija Balompié        | D3                    | 36          | 12          | -           | -               | -               | -               | -                 | -                 | -                 | -                              | -                              | -                              | -                              | 4        | 1        | -        | -       | -       | -       | 40    | 13    | 0     |
| Sous-total            | Sous-total            | Sous-total            | 67          | 14          | -           | 5               | 3               | -               | -                 | -                 | -                 | -                              | -                              | -                              | -                              | 4        | 1        | -        | -       | -       | -       | 76    | 18    | 0     |
| 2008-2009             | FC Barcelone B        | D3                    | 28          | 4           | -           | -               | -               | -               | -                 | -                 | -                 | -                              | -                              | -                              | -                              | -        | -        | -        | -       | -       | -       | 28    | 4     | 0     |
| 2009-2010             | FC Barcelone B        | D3                    | 35          | 12          | -           | -               | -               | -               | -                 | -                 | -                 | -                              | -                              | -                              | -                              | 6        | 0        | -        | -       | -       | -       | 41    | 12    | 0     |
| 2010-2011             | FC Barcelone B        | D2                    | 38          | 13          | 11          | -               | -               | -               | -                 | -                 | -                 | -                              | -                              | -                              | -                              | -        | -        | -        | -       | -       | -       | 38    | 13    | 11    |
| Sous-total            | Sous-total            | Sous-total            | 101         | 29          | 11          | -               | -               | -               | -                 | -                 | -                 | -                              | -                              | -                              | -                              | 6        | 0        | -        | -       | -       | -       | 107   | 29    | 11    |
| 2010-2011             | FC Barcelone          | Liga                  | 2           | 0           | 0           | 3               | 1               | 1               | -                 | -                 | -                 | -                              | -                              | -                              | -                              | -        | -        | -        | -       | -       | -       | 5     | 1     | 1     |
| Sous-total            | Sous-total            | Sous-total            | 2           | 0           | 0           | 3               | 1               | 1               | -                 | -                 | -                 | -                              | -                              | -                              | -                              | -        | -        | -        | -       | -       | -       | 5     | 1     | 1     |
| 2011-2012             | Benfica Lisbonne      | D1                    | 29          | 11          | 7           | 3               | 0               | 1               | 4                 | 1                 | 3                 | C1                             | 12                             | 3                              | 0                              | -        | -        | -        | -       | -       | -       | 48    | 15    | 11    |
| 2012-2013             | Benfica Lisbonne      | D1                    | 6           | 1           | 0           | 3               | 0               | 0               | 3                 | 0                 | 0                 | C1                             | 3                              | 0                              | 0                              | -        | -        | -        | -       | -       | -       | 15    | 1     | 0     |
| Sous-total            | Sous-total            | Sous-total            | 35          | 12          | 7           | 6               | 0               | 1               | 7                 | 1                 | 3                 | -                              | 15                             | 3                              | 0                              | -        | -        | -        | -       | -       | -       | 63    | 16    | 11    |
| 2012-2013             | Grenade CF (prêt)     | Liga                  | 17          | 3           | 1           | -               | -               | -               | -                 | -                 | -                 | -                              | -                              | -                              | -                              | -        | -        | -        | -       | -       | -       | 17    | 3     | 1     |
| Sous-total            | Sous-total            | Sous-total            | 17          | 3           | 1           | -               | -               | -               | -                 | -                 | -                 | -                              | -                              | -                              | -                              | -        | -        | -        | -       | -       | -       | 17    | 3     | 1     |
| 2013-2014             | Celta de Vigo         | Liga                  | 35          | 14          | 2           | 2               | 0               | 0               | -                 | -                 | -                 | -                              | -                              | -                              | -                              | -        | -        | -        | -       | -       | -       | 37    | 14    | 2     |
| 2014-2015             | Celta de Vigo         | Liga                  | 36          | 13          | 13          | 1               | 0               | 1               | -                 | -                 | -                 | -                              | -                              | -                              | -                              | -        | -        | -        | 2       | 0       | 1       | 39    | 13    | 15    |
| 2015-2016             | Celta de Vigo         | Liga                  | 29          | 12          | 6           | -               | -               | -               | -                 | -                 | -                 | -                              | -                              | -                              | -                              | -        | -        | -        | 11      | 5       | 2       | 40    | 17    | 8     |
| Sous-total            | Sous-total            | Sous-total            | 100         | 39          | 21          | 3               | 0               | 1               | -                 | -                 | -                 | -                              | -                              | -                              | -                              | -        | -        | -        | 13      | 5       | 3       | 116   | 44    | 25    |
| 2016-2017             | Manchester City       | Premier League        | 19          | 4           | 2           | 4               | 0               | 1               | 1                 | 0                 | 0                 | C1                             | 6                              | 2                              | 2                              | -        | -        | -        | 3       | 1       | 3       | 33    | 7     | 8     |
| Sous-total            | Sous-total            | Sous-total            | 19          | 4           | 2           | 4               | 0               | 1               | 1                 | 0                 | 0                 | -                              | 6                              | 2                              | 2                              | -        | -        | -        | 3       | 1       | 3       | 33    | 7     | 8     |
| 2017-2018             | Séville FC            | Liga                  | 30          | 4           | 5           | 5               | 1               | 1               | -                 | -                 | -                 | C1                             | 7                              | 0                              | 1                              | -        | -        | -        | 0       | 0       | 0       | 42    | 5     | 7     |
| 2018-2019             | Séville FC            | Liga                  | 4           | 0           | 0           | 3               | 1               | 2               | -                 | -                 | -                 | C3                             | 10                             | 4                              | 1                              | -        | -        | -        | -       | -       | -       | 17    | 5     | 3     |
| 2019-2020             | Séville FC            | Liga                  | 15          | 3           | 0           | 3               | 2               | 1               | -                 | -                 | -                 | C3                             | 2                              | 0                              | 1                              | -        | -        | -        | -       | -       | -       | 20    | 5     | 2     |
| Sous-total            | Sous-total            | Sous-total            | 49          | 7           | 5           | 11              | 4               | 4               | -                 | -                 | -                 | -                              | 19                             | 4                              | 3                              | -        | -        | -        | -       | -       | -       | 79    | 15    | 12    |
| 2019-2020             | Celta de Vigo         | Liga                  | 1           | 1           | 1           | -               | -               | -               | -                 | -                 | -                 | -                              | -                              | -                              | -                              | -        | -        | -        | -       | -       | -       | 1     | 1     | 1     |
| Sous-total            | Sous-total            | Sous-total            | 1           | 1           | 1           | -               | -               | -               | -                 | -                 | -                 | -                              | -                              | -                              | -                              | -        | -        | -        | -       | -       | -       | 1     | 1     | 1     |
| Total sur la carrière | Total sur la carrière | Total sur la carrière | 391         | 109         | 48          | 32              | 8               | 8               | 8                 | 1                 | 3                 | -                              | 40                             | 9                              | 5                              | 10       | 1        | -        | 16      | 6       | 6       | 497   | 134   | 70    |

## Palmarès
|  |  | FC Barcelone - Liga - Champion : 2011 |  | Benfica Lisbonne - Liga ZON Sagres - Vice-champion : 2012 - Coupe de la Ligue du Portugal - Vainqueur : 2012 |

## Distinctions individuelles
- Joueur du mois en Liga : Septembre 2014 et Septembre 2015